# Huncsun vasútállomás
Huncsun vasútállomás Kínában, Huncsun városban található. Az állomás 2015. szeptember 20-án nyílt meg. Üzemeltetője a China Railway Shenyang Group.

## Vasútvonalak
Az állomást az alábbi vasútvonalak érintik:
- Csangcsun-Huncsun nagysebességű vasútvonal

## Kapcsolódó állomások
A vasútállomáshoz az alábbi állomások vannak a legközelebb:
- Tumenbei Railway Station (Changchun railway station)

## Képek

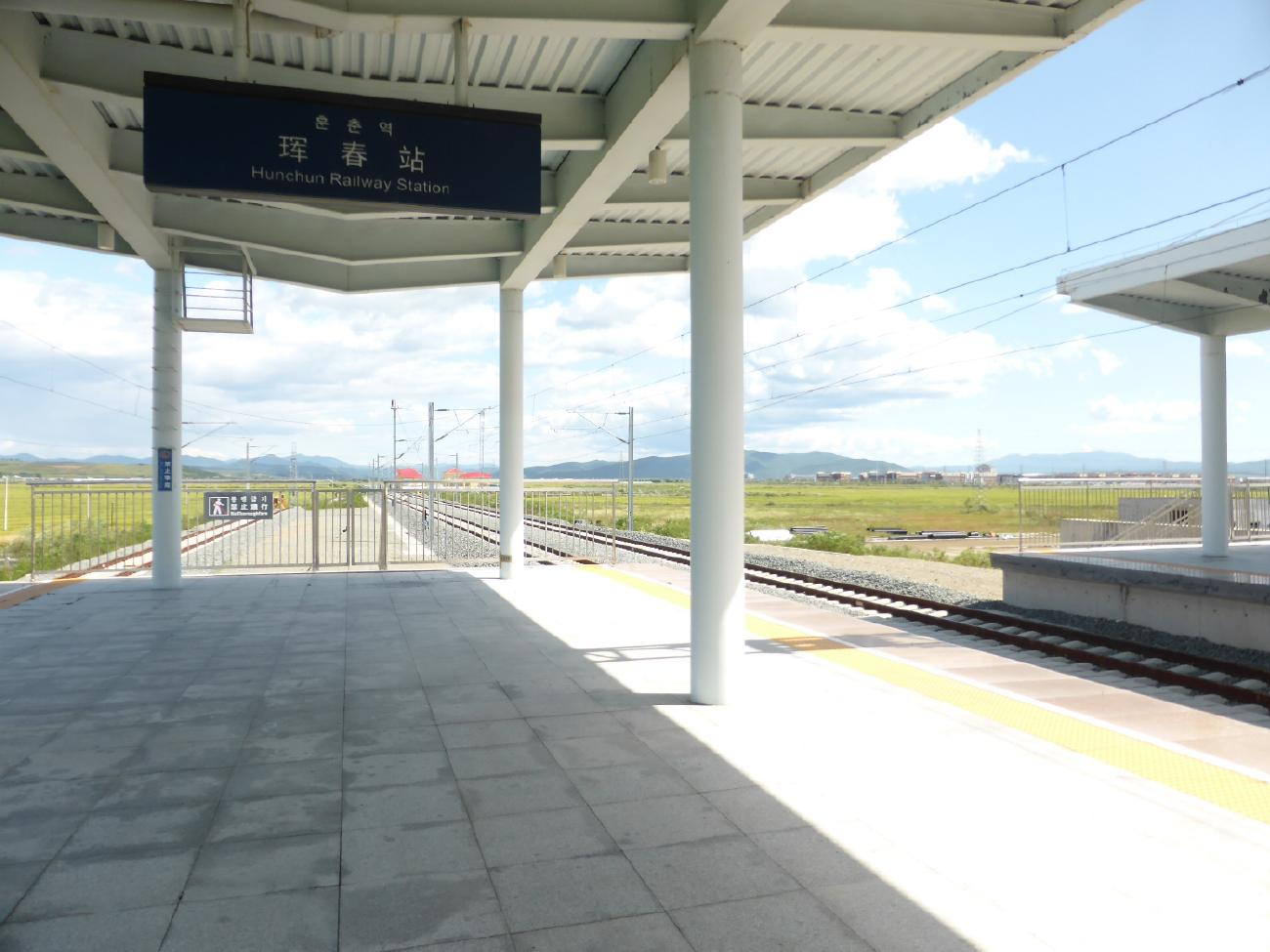
A peronok
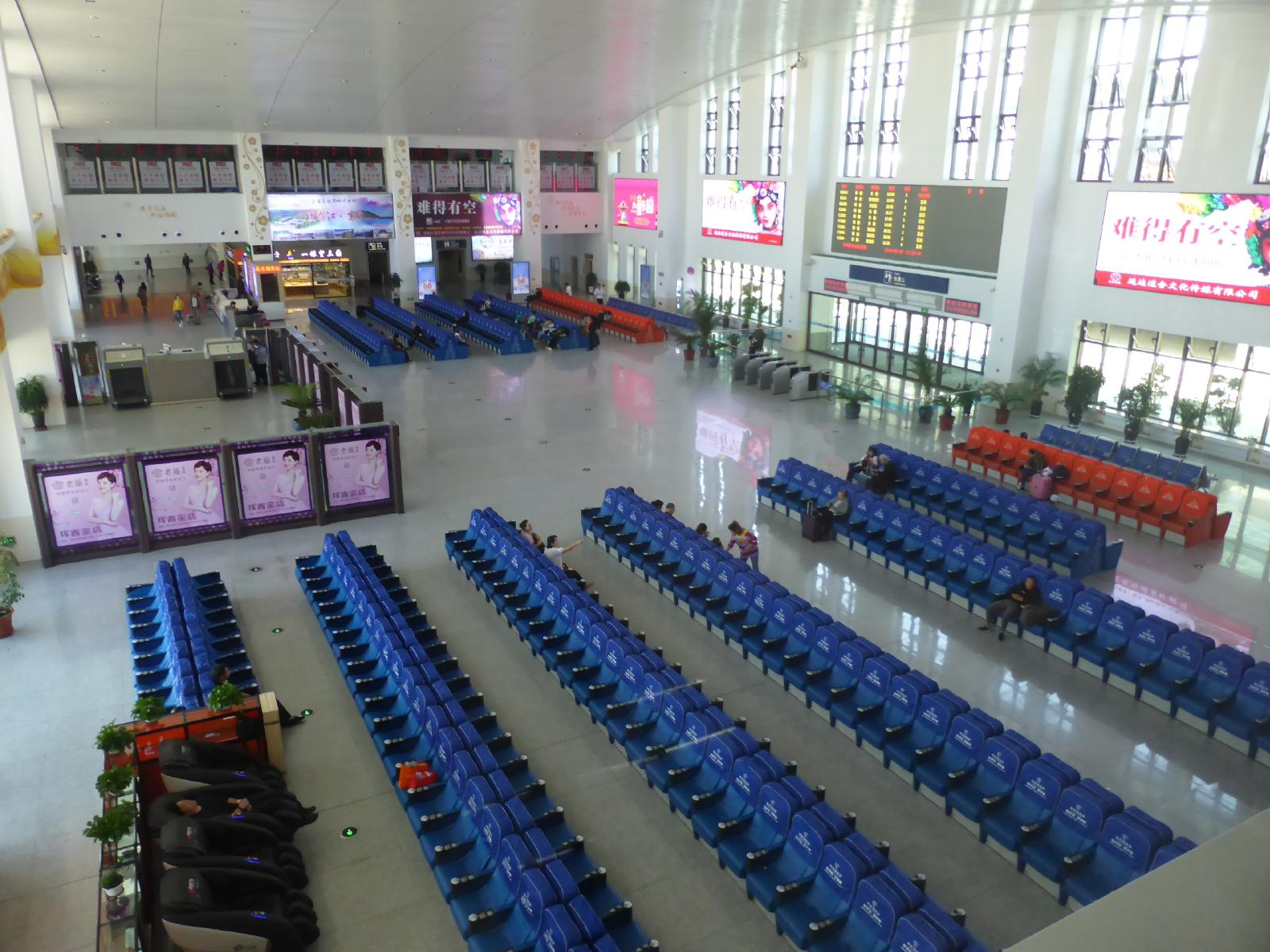
A váróterem
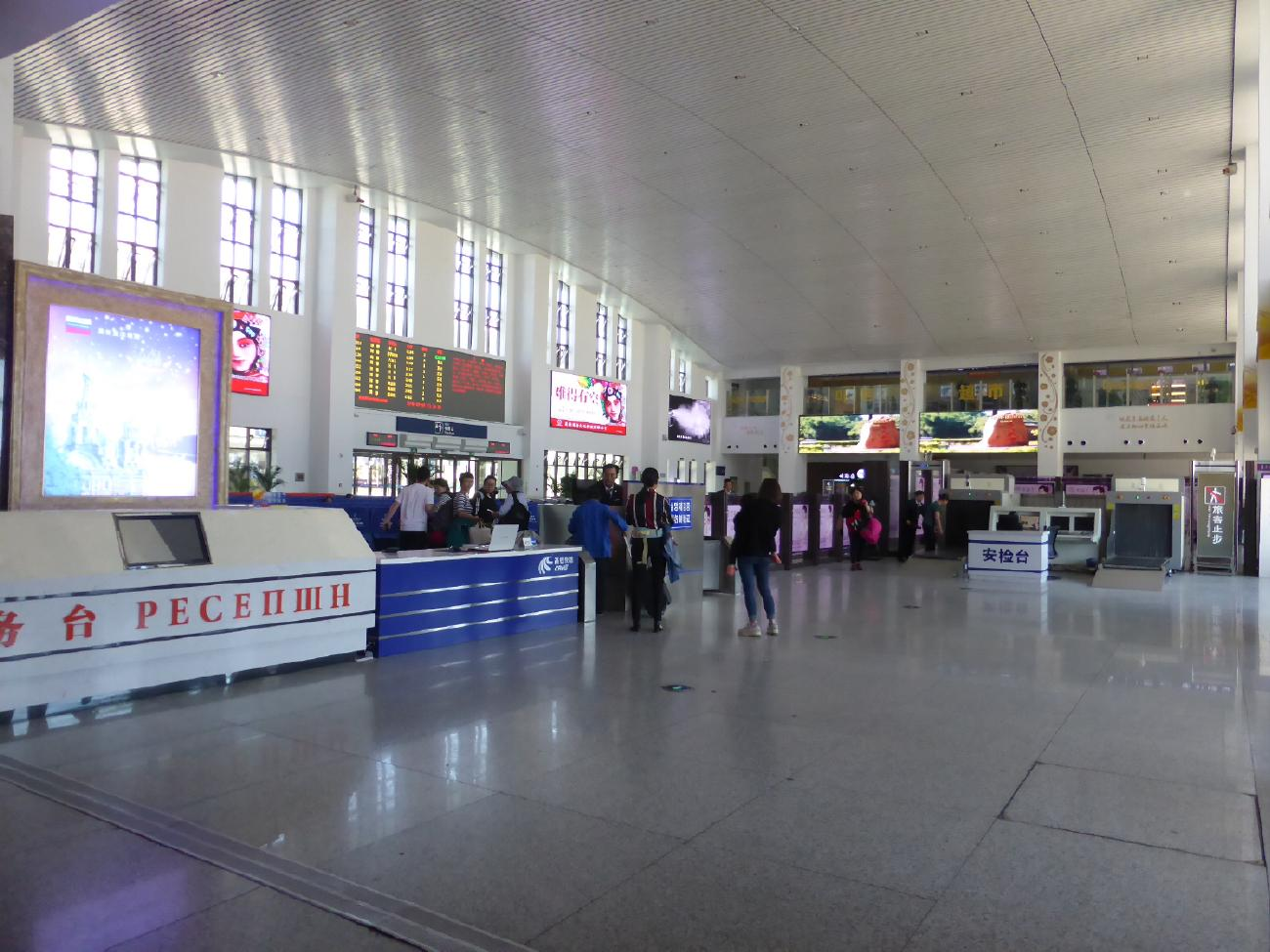
A váróterem a beléptető kapukkal
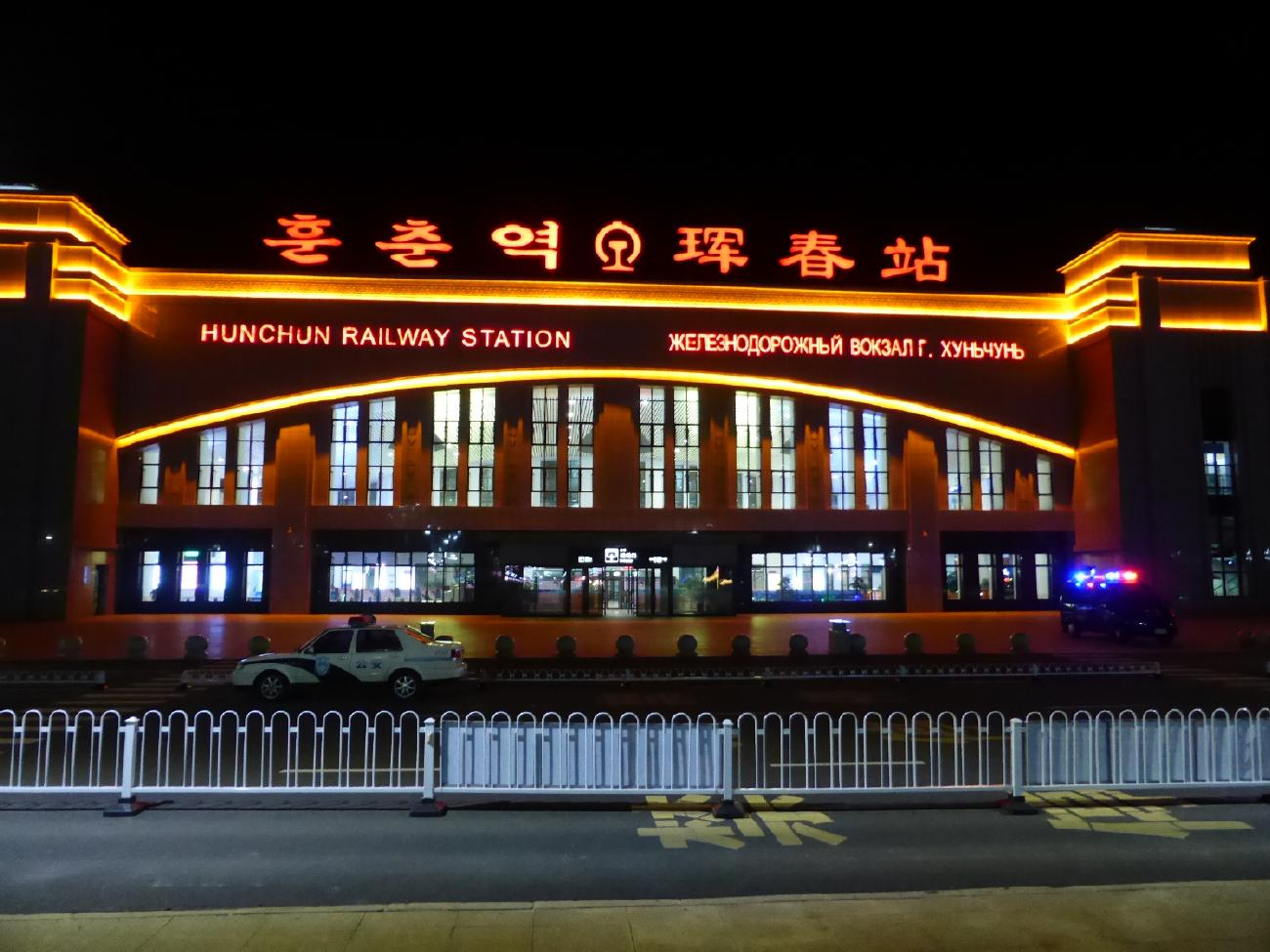
Az állomás homlokzata éjszaka
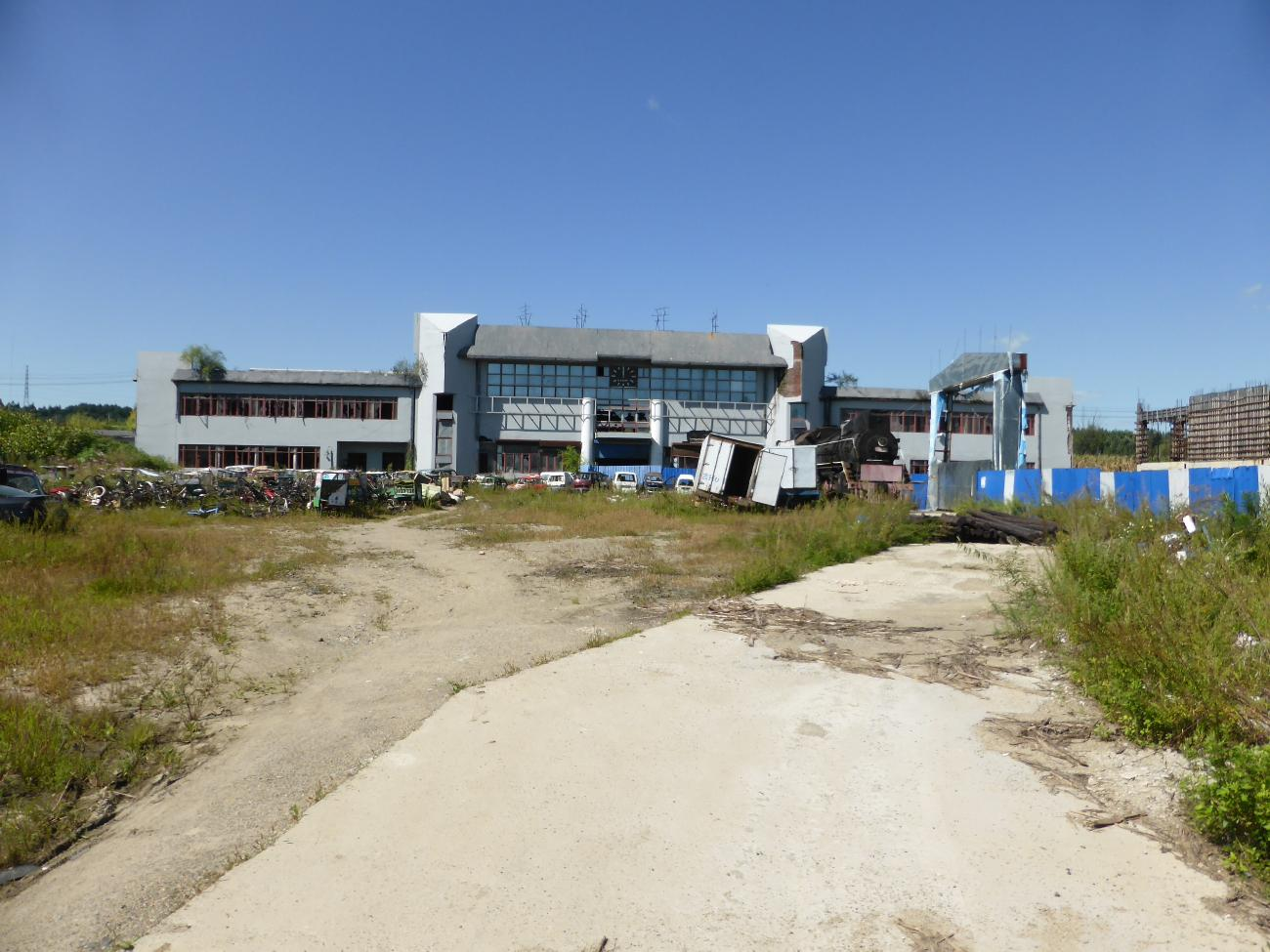
A régi Huncsun állomás